# Circuito de la Corniche de Yeda

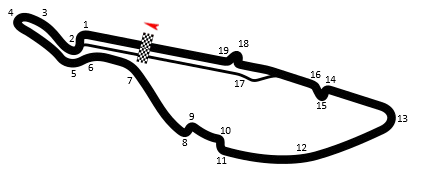
Trazado de Fórmula E

El circuito de la Corniche de Yeda (en árabe: حلبة كورنيش جدة) es un circuito urbano de carreras ubicado en Yeda, Arabia Saudita. Fue anunciado en diciembre de 2020 y es sede del Gran Premio de Arabia Saudita de Fórmula 1 desde 2021.
El autódromo se construyó en la corniche de Yeda y fue diseñado por el ingeniero Hermann Tilke.

## Ganadores

### Campeonato de Fórmula 2 de la FIA
| Año  | Piloto            | Escudería             | Fecha          | Resultados |
| ---- | ----------------- | --------------------- | -------------- | ---------- |
| 2021 | Marcus Armstrong  | DAMS                  | 4 de diciembre | Resultados |
| 2021 | Oscar Piastri     | PREMA Racing          | 4 de diciembre | Resultados |
| 2021 | Oscar Piastri     | PREMA Racing          | 5 de diciembre | Resultados |
| 2022 | Liam Lawson       | Carlin                | 26 de marzo    | Resultados |
| 2022 | Felipe Drugovich  | MP Motorsport         | 27 de marzo    | Resultados |
| 2023 | Ayumu Iwasa       | DAMS                  | 18 de marzo    | Resultados |
| 2023 | Frederik Vesti    | PREMA Racing          | 19 de marzo    | Resultados |
| 2024 | Dennis Hauger     | MP Motorsport         | 8 de marzo     | Resultados |
| 2024 | Enzo Fittipaldi   | Van Amersfoort Racing | 9 de marzo     | Resultados |
| 2025 | Arvid Lindblad    | Campos Racing         | 19 de abril    | Resultados |
| 2025 | Richard Verschoor | MP Motorsport         | 20 de abril    | Resultados |

## Récords
| Cat.                                  | Tiempo                                | Piloto                                | Chasis                                | Evento                                |
| Circuito Grand Prix: 6,174 km (2021-) | Circuito Grand Prix: 6,174 km (2021-) | Circuito Grand Prix: 6,174 km (2021-) | Circuito Grand Prix: 6,174 km (2021-) | Circuito Grand Prix: 6,174 km (2021-) |
| ------------------------------------- | ------------------------------------- | ------------------------------------- | ------------------------------------- | ------------------------------------- |
| Fórmula 1                             | 1:30.734                              | Lewis Hamilton                        | Mercedes-AMG F1 W12 E Performance     | Gran Premio de Arabia Saudita de 2021 |
| Fórmula 2                             | 1:43.098                              | Jack Doohan                           | Dallara F2 2018                       | Ronda de Yeda de 2022                 |
| Group GT3                             | 2:04.129                              | Dylan Pereira                         | Porsche 911 (992) GT3 Cup             | Carrera de Yeda de 2021               |
| GT4 European Series                   | 2:12.813                              | Jan Dobber                            | Porsche 718 Cayman GT4 Clubsport      | Carrera de Yeda de 2021               |